# Multifunctional Information Distribution System
 (janvier 2021).
Si vous disposez d'ouvrages ou d'articles de référence ou si vous connaissez des sites web de qualité traitant du thème abordé ici, merci de compléter l'article en donnant les références utiles à sa vérifiabilité et en les liant à la section « Notes et références ».
Le Multifunctional Information Distribution System (MIDS) désigne un programme de l'OTAN constitué de produits dédiés à la communication de la Liaison 16.

## Systèmes
Il comporte plusieurs systèmes :
- le MIDS Low Volume Terminal (MIDS-LVT) est le produit du MIDS International Program Office (IPO), une coopérative multinationale composée des États-Unis, de la France, de l'Allemagne, de l'Italie et de l'Espagne ;
- le MIDS Joint Tactical Radio System (MIDS JTRS) est un produit exclusivement américain[1].